# Bad Decisions (canción de The Strokes)
«Bad Decisions» —en español: «Malas Decisiones»— es una canción de la banda neoyorkina The Strokes. Es el segundo sencillo de su álbum "The New Abnormal" y fue lanzada el 18 de febrero de 2020 una semana después del primer sencillo «At The Door», ambas canciones fueron presentadas en el mitin de Bernie Sanders en vivo.

## Video musical
El video de este segundo sencillo estuvo a cargo de Andrew Donoho, en el video podemos ver a los integrantes de la banda protagonizando sus propios maniquíes los cuales se venden, pero al final resultan defectuosos. Una curiosidad es que al final del videoclip se escucha un fragmento de la canción «Eternal Summer» de este mismo álbum.